# سبايسي هورس
 سبايسي هورس (بالأنجليزية :Spicy Horse ؛ الصينية المبسطة:麻辣马 ؛ الصينية التقليدية: 麻辣馬) وهي شركة مُطّور ألعاب مُستقلة، مقرها شانغهاي نُشِئت من قِبل أميريكان مَكغي و أنثوني جاكوبسون وآدم لانغ في عام 2007. أُعلن عن إغلاق الشركة بتاريخ 23 يوليو 2016 للتركيز على إعادة تطوير لشركة بشكل أصغر. أُشتهر الأستوديو بصناعة لُعبة أليس: عودة الجنون،وهي تكملة لـ أميريكان مَكغي أليس.

## التاريخ
سافر الأمريكي مَكغي إلى آسيا للبحث عن فُرص عمل. من هناك، التقى بمجموعة من الأشخاص الموهوبين في الصين الذين عملوا واستعانوا بألعاب للمطورين الغربيين لسنوات عديدة ولكن لم يكن لديهم أي تحكم إبداعي في عناوين الـ IP. رأى أمريكان مَكغي أن هذا ظرف مُناسب وقرر تأسيس شركة في شنغهاي ليس فقط لتوفير فُرص عمل للمواهب المحلية ولكن أيضًا لتوفير بيئة عمل صحية.
تم إنشاء الاستوديو في عام 2007، وكان أكبر مُطور غربي مُستقل في الصين. وظفت سبايسي هورس أكثر من 70 شخصًا في الاستوديو الخاص بهم في شنغهاي. استخدمت عملية تطوير الشركة منهجية «الفريق الأساسي» والاستعانة بمصادر خارجية بنسبة 100٪ في إنتاج الأصول الفنية للحفاظ على الطاقة الموجهة نحو الكفاءات الأساسية لتطوير اللعبة.
بعد الشائعات المتعلقة بإغلاق الاستوديو، في 29 مارس 2016 ، أقر مَكغي بأنه تم تسريح بعض العمال لكنهم سيستمرون في العمل وسيتطلعون إلى الابتعاد عن ألعاب F2P المحمولة في المستقبل. في عام 2016 ، أعلن مَكغي عن إغلاق سبايسي هورس بعد 10 سنوات من التطوير، حيث يخطط لتركيز على التطوير المُستقل باستخدام باتريون والعمل في بيئة عمل مُختلفة.

## المنتجات
تم إصدار عنوانهم الأول للعبة أمريكان ماكجي جريم (American McGee's Grimm) ، على غيم-تاب في يوليو 2008 ،واستمر حتى مارس 2009. تم بناؤه باستخدام محرك أنريل إنجن 3. كما طورت سبايسي هورس تكملة لأمريكا مَكغي أليس للفنون الإلكترونية بعنوان أليس: عودة الجنون للعبة الجديدة. وهي أول لعبة وحدة تحكم تم تصميمها وتطويرها بالكامل في الصين.
أنتجت سبايسي هورس شركة للأطفال «سبايسي بوني» لإنشاء ألعاب ذو وسائط محمولة ورقمية لجهاز الآيفون. تم إصدار عنوانهم الأول DexIQ في أوائل ديسمبر 2009 وكان الثاني هو ذات الرداء الأحمر للتكيف مع iPad المسمى Akaneiro. كان مشروعهم التالي هو تعديل لساحر أوز العجيب ، OZombie ، بتمويل من حملة كيك ستارتر. تم إلغاء الحملة في 14 يوليو 2013 من أجل التركيز على سلسلة من أفلام أليس القصيرة  وبسبب نقص الدعم لمشروع OZombie.
| عنوان                            | السنة | المنصات                                          | مطور        | الناشر         | ملاحظات                                            |
| -------------------------------- | ----- | ------------------------------------------------ | ----------- | -------------- | -------------------------------------------------- |
| American McGee's Grimm           | 2008  | ويندوز                                           | سبايسي هورس | GameTap        | يأخذ McGee العرضي العديد من حكايات Grimm.          |
| DexIQ                            | 2009  | آي باد، آيفون، آي بود                            | سبايسي هورس |                | ألعاب ألغاز                                        |
| American McGee Presents Akaneiro | 2010  | آي باد                                           | سبايسي هورس |                | ذات الرداء الأحمر في اليابان                       |
| American McGee's Crooked House   | 2010  | آي باد, آيفون, آي بود                            | سبايسي هورس |                | ألعاب ألغاز                                        |
| أليس: عودة الجنون                | 2011  | بلاي ستيشن 3، إكس بوكس 360، ويندوز               | سبايسي هورس | إلكترونيك آرتس | سلسلة أميريكان مكغي أليس                           |
| BigHead Bash                     | 2012  | TBA                                              | سبايسي هورس | TBA            | التمرير الجانبي / معركة متعددة اللاعبين. (لم يُطرح) |
| Crazy Fairies                    | 2012  | موبايل ، فيسبوك                                  | سبايسي هورس | TBA            | حاليًا في المرحلة التجريبية المغلقة. (لم يُطرح)      |
| Akaneiro: Demon Hunters          | 2013  | المتصفحات والأجهزة اللوحية التي تعمل بنظام Tegra | سبايسي هورس | سبايسي هورس    | يابانية / ماكجي تأخذ ذات الرداء الأحمر.            |

## روابط خارجية
- موقع سبايسي هورس جيمز نسخة محفوظة 5 سبتمبر 2008 على موقع واي باك مشين.
- موقع المدونة الأمريكية McGee
- Spicy Pony على موقع واي باك مشين (نسخة محفوظة July 7, 2011)
- DexIQ على موقع واي باك مشين (نسخة محفوظة July 9, 2011)